# Latur Airport
Latur Airport är en flygplats i Indien.   Den ligger i distriktet Latur och delstaten Maharashtra, i den centrala delen av landet, 1 100 km söder om huvudstaden New Delhi. Latur Airport ligger 656 meter över havet.
Terrängen runt Latur Airport är huvudsakligen platt. Latur Airport ligger uppe på en höjd. Runt Latur Airport är det tätbefolkat, med 493 invånare per kvadratkilometer. Närmaste större samhälle är Latur, 11,0 km öster om Latur Airport. Trakten runt Latur Airport består till största delen av jordbruksmark.